# NASCAR Grand National de 1966
A Temporada da NASCAR Grand National de 1966 foi a 18º edição da Nascar, com 49 etapas disputadas o campeão foi David Pearson.

## Calendário
| N. | Data   | Corrida                    | Circuito                        | Campeão          | Segundo         | Terceiro        |
| 1  | 14-nov | Georgia Cracker 300        | Augusta Speedway1               | Richard Petty    | Bobby Isaac     | Ned Jarrett     |
| 2  | 23-jan | Motor Trend 500            | Riverside International Raceway | Dan Gurney       | David Pearson   | Paul Goldsmith  |
| 3  | 25-feb | Daytona 500 Qualifier #1   | Daytona International Speedway  | Paul Goldsmith   | Richard Petty   | Don White       |
| 4  | 25-feb | Daytona 500 Qualifier #2   | Daytona International Speedway  | Earl Balmer      | Jim Hurtubise   | Dick Hutcherson |
| 5  | 27-feb | Daytona 500                | Daytona International Speedway  | Richard Petty    | Cale Yarborough | David Pearson   |
| 6  | 13-mrt | Peach Blossom 500          | Rockingham Speedway             | Paul Goldsmith   | Cale Yarborough | Bobby Allison   |
| 7  | 20-mrt | Southeastern 400           | Bristol Motor Speedway          | Dick Hutcherson  | Paul Lewis      | James Hylton    |
| 8  | 27-mrt | Atlanta 500                | Atlanta Motor Speedway          | Jim Hurtubise    | Fred Lorenzen   | Dick Hutcherson |
| 9  | 3-apr  | Hickory 250                | Hickory Motor Speedway          | David Pearson    | Curtis Turner   | Bobby Isaac     |
| 10 | 7-apr  | Columbia 200               | Columbia Speedway               | David Pearson    | Paul Goldsmith  | Tom Pistone     |
| 11 | 9-apr  | Greenville 200             | Greenville-Pickens Speedway     | David Pearson    | Richard Petty   | Tiny Lund       |
| 12 | 11-apr | Race 12                    | Bowman Gray Stadium             | David Pearson    | Tom Pistone     | Richard Petty   |
| 13 | 17-apr | Gwyn Staley 400            | North Wilkesboro Speedway       | Jim Paschal      | G.C. Spencer    | David Pearson   |
| 14 | 24-apr | Virginia 500               | Martinsville Speedway           | Jim Paschal      | Paul Goldsmith  | Richard Petty   |
| 15 | 30-apr | Rebel 400                  | Darlington Raceway              | Richard Petty    | Paul Goldsmith  | David Pearson   |
| 16 | 7-mei  | Tidewater 250              | Langley Field Speedway          | Richard Petty    | James Hylton    | Neil Castles    |
| 17 | 10-mei | Speedy Morelock 200        | Middle Georgia Raceway          | Richard Petty    | Tom Pistone     | Bobby Allison   |
| 18 | 13-mei | Independent 250            | Starlite Speedway2              | Darel Dieringer  | Clyde Lynn      | Wendell Scott   |
| 19 | 15-mei | Richmond 250               | Richmond International Raceway  | David Pearson    | Richard Petty   | J.T. Putney     |
| 20 | 22-mei | World 600                  | Charlotte Motor Speedway        | Marvin Panch     | G.C. Spencer    | Don White       |
| 21 | 29-mei | Race 21                    | Dog Track Speedway3             | David Pearson    | Tiny Lund       | James Hylton    |
| 22 | 2-jun  | Asheville 300              | New Asheville Speedway          | David Pearson    | J.T. Putney     | John Sears      |
| 23 | 4-jun  | Race 23                    | Piedmont Interstate Fairgrounds | Elmo Langley     | Neil Castles    | Doug Cooper     |
| 24 | 9-jun  | East Tennessee 200         | Smoky Mountain Raceway          | David Pearson    | Buck Baker      | Paul Lewis      |
| 25 | 12-jun | Fireball 300               | Asheville-Weaverville Speedway  | Richard Petty    | David Pearson   | Paul Lewis      |
| 26 | 15-jun | Beltsville 200             | Beltsville Speedway             | Tiny Lund        | James Hylton    | Hank Thomas     |
| 27 | 25-jun | Pickens 200                | Greenville-Pickens Speedway     | David Pearson    | Tom Pistone     | Elmo Langley    |
| 28 | 4-jul  | Firecracker 400            | Daytona International Speedway  | Sam McQuagg      | Darel Dieringer | Jim Paschal     |
| 29 | 7-jul  | Race 29                    | Old Dominion Speedway4          | Elmo Langley     | John Sears      | James Hylton    |
| 30 | 10-jul | Race 30                    | Bridgehampton Raceway5          | David Pearson    | James Hylton    | Marvin Panch    |
| 31 | 12-jul | Race 31                    | Oxford Plains Speedway6         | Bobby Allison    | Tiny Lund       | Richard Petty   |
| 32 | 14-jul | Race 32                    | Fonda Speedway7                 | David Pearson    | Richard Petty   | Rene Charland   |
| 33 | 16-jul | Race 33                    | Islip Speedway                  | Bobby Allison    | James Hylton    | Ned Jarrett     |
| 34 | 24-jul | Volunteer 500              | Bristol Motor Speedway          | Paul Goldsmith   | Richard Petty   | David Pearson   |
| 35 | 28-jul | Smokey Mountain 200        | Smoky Mountain Raceway          | Paul Lewis       | David Pearson   | J.T. Putney     |
| 36 | 30-jul | Nashville 400              | Music City Motorplex            | Richard Petty    | Buck Baker      | Bobby Allison   |
| 37 | 7-aug  | Dixie 400                  | Atlanta Motor Speedway          | Richard Petty    | Buddy Baker     | Sam McQuagg     |
| 38 | 18-aug | Sandlapper 200             | Columbia Speedway               | David Pearson    | Richard Petty   | Curtis Turner   |
| 39 | 21-aug | Western North Carolina 500 | Asheville-Weaverville Speedway  | Darel Dieringer  | G.C. Spencer    | James Hylton    |
| 40 | 24-aug | Maryland 200               | Beltsville Speedway             | Bobby Allison    | Elmo Langley    | James Hylton    |
| 41 | 27-aug | Myers Brothers 250         | Bowman Gray Stadium             | David Pearson    | Richard Petty   | James Hylton    |
| 42 | 5-sep  | Southern 500               | Darlington Raceway              | Darel Dieringer  | Richard Petty   | David Pearson   |
| 43 | 9-sep  | Buddy Shuman 250           | Hickory Motor Speedway          | David Pearson    | Richard Petty   | Paul Lewis      |
| 44 | 11-sep | Capital City 300           | Richmond International Raceway  | David Pearson    | Buck Baker      | Paul Lewis      |
| 45 | 18-sep | Joe Weatherly 150          | Occoneechee Speedway            | Dick Hutcherson  | David Pearson   | Paul Lewis      |
| 46 | 25-sep | Old Dominion 500           | Martinsville Speedway           | Fred Lorenzen    | Darel Dieringer | Bobby Allison   |
| 47 | 2-okt  | Wilkes 400                 | North Wilkesboro Speedway       | Dick Hutcherson  | David Pearson   | Paul Lewis      |
| 48 | 16-okt | National 500               | Charlotte Motor Speedway        | LeeRoy Yarbrough | Darel Dieringer | Paul Goldsmith  |
| 49 | 30-okt | American 500               | Rockingham Speedway             | Fred Lorenzen    | Don White       | Ned Jarrett     |

- 1 Er werden tussen 1962 en 1969 twaalf races gehouden in Augusta op de Augusta Speedway.
- 2 Er werd in 1966 eenmalig een race gehouden in Monroe op de Starlite Speedway.
- 3 Er werden tussen 1962 en 1966 zeven races gehouden in Currituck County op de Dog Track Speedway.
- 4 Er werden tussen 1958 en 1966 zeven races gehouden in Manassas op de Old Dominion Speedway.
- 5 Er werden tussen 1958 en 1966 vier races gehouden in Bridgehampton op de Bridgehampton Raceway.
- 6 Tussen 1966 en 1968 werden er drie races gehouden in Oxford, Maine op de Oxford Plains Speedway.
- 7 Er werd tussen 1955 en 1968 vier races gehouden in Fonda, Montgomery County op de Fonda Speedway.

## Classificação final - Top 10
| 1  | David Pearson  | 35638 |
| 2  | James Hylton   | 33688 |
| 3  | Richard Petty  | 22952 |
| 4  | Henley Gray    | 22468 |
| 5  | Paul Goldsmith | 22078 |
| 6  | Wendell Scott  | 21702 |
| 7  | John Sears     | 21432 |
| 8  | J.T. Putney    | 21208 |
| 9  | Neil Castles   | 20446 |
| 10 | Bobby Allison  | 19910 |